# 왕충 (1078년)
왕충(王冲, 1078년 ~ 1159년)은 고려 중기의 왕족, 문신, 정치가이다. 고려 태조의 사촌 동생 왕만세(王萬歲)의 7대손이며 왕규의 아버지이다. 본관은 개성(開城). 자는 천은(天隱)이고 시호는 강렬(剛烈)이다. 무신정변기 때의 문신 왕규의 아버지이다.

## 생애
태조 왕건의 사촌 동생인 영해공(寧海公) 왕만세의 7대손이며, 상사봉어(尙舍奉御)로 추봉된 이민(里民)의 아들이다. 후에 평장사 등을 지낸 왕규는 그의 아들이었다. 어려서 학문을 열심히 연마하다가 수령의 눈에 띄게 되어 수령의 덕으로 학교에서 공부하게 되었고, 과거에 합격한 뒤 전례에 따라 양온승동정(良醞丞同正)이 되었다.
이후 여러 벼슬을 거쳐 1112년(예종 7) 진양사록 겸 장서기(晋陽司錄兼掌書記)가 되었으며, 그 뒤 제안부록(齊安府錄), 대원부전첨(大原府典籤) 등으로 나갔다가 국자감박사(國子監博士)가 되어 내직으로 돌아왔다. 그 뒤 진양통판(晋陽通判)으로 부임하였다. 진양통판으로 있을 때 해안가로 올라오는 왜구 해적을 토벌하는 데 공훈을 세워 전중내급사(殿中內給事)가 되었다.
1142년(인종 20) 지공거에 임명되어 과거 시험을 주관하였고, 곧 이부상서가 되었다. 1144년 추밀원사 판삼사사(樞密院使判三司事)로 있었는데, 이때 양부(兩府)에서 청렴한 관리를 추천하라는 왕명이 내려오자, 그는 왕명을 받들고 청렴한 관리들을 선발하여 함유일(咸有一)을 천거하여 내시(內侍)에 소속되게 하였다. 뒤에 함유일은 공부상서에까지 승진하였다.
이듬해에 수사도(守司徒) 겸 참지정사(參知政事)로 승진하고, 상서좌복야(尙書左僕射)를 거쳐 1146년(의종 즉위년)에 평장사(平章事)가 된 뒤 궤장(几杖)을 하사받았으며, 1149년 문하시중으로 치사하였다. 사후 강렬(剛烈)의 시호가 내려졌다.

## 가계
- 증조부 : 왕형유(王亨柔)
- 증조모 : 미상
- 조부 : 왕채(尪怯)
- 조모 : 미상
- 아버지 : 상사봉어 왕이민(尙舍奉御 王里民)
- 어머니 : 김씨(金氏)
  - 문신 : 왕충(王冲)
  - 전처 : 김씨(金氏)
  - 후처 : 최씨(崔氏)
    - 아들 : 왕규(王珪)
    - 며느리 : 인천 이씨(仁川 李氏)
    - 며느리 : 해주 정씨(海州 鄭氏)
- 사돈 : 정중부(鄭仲夫)
- 사돈 : 미상

## 같이 보기
- 왕규
- 정중부
- 무신정변
- 이의방